# Maria Konopnicka
Maria Konopnicka   (Suwałki, 23 de maig de 1842 - Lviv, 8 d'octubre de 1910) va ser una poetessa, novel·lista, traductora, periodista i activista a favor dels drets de les dones i de la independència de Polònia. Va ser una de les poetesses més importants del moviment realista i positivista al seu país.
Va escriure prosa (sobretot narracions breus) i també poemes. Una de les seves produccions més característiques són els poemes pensats per esdevenir a cançons populars, com Rota. També va destacar-se en altres gèneres de literatura, com esbossos de reportatges, memòries narratives, estudis de retrats psicològics, etc. També va ser traductora, entre d'altres de l'obra Fatalita i Tempeste d'Ada Negri, publicada a Polònia el 1901.
Un dels temes més comuns en les seves obres eren l'opressió i la pobresa de la pagesia, dels treballadors i dels jueus polonesos. Les seves obres també eren marcadament patriòtiques i nacionalistes.Per la seva simpatia pel poble jueu va ser descrita com a "filosemitista".
D'ideologia cristiana, però anticlerical i socialment radical, va encarnar els ideals positivistes inspirats en els grans poetes romàntics. Va compondre un poema sobre l'execució del patriota irlandès Robert Emmet, assassinat per les autoritats angleses a Dublín el 1802.
El cràter Konopnicka de Venus va ser batejat en honor seu.

## Obres seleccionades

### Poesia
- Linie i dźwięki ("Línies i Sons", 1897)
- Śpiewnik historyczny ("Llibre de Música Històrica", 1904)
- Głosy ciszy ("Sons del Silenci", 1906)
- Z liryk i obrazków ("Lletres i Imatges", 1909)
- Pan Balcer w Brazylii ("El senyor Balcer al Brasil", 1910)

### Prosa
- Cztery nowele ("Quatre Històries Curtes", 1888)
- Moi znajomi ("Gent que conec", 1890)
- Na drodze ("En el camí", 1893)
- Ludzie i rzeczy ("Persones i Coses", 1898)
- Mendel Gdański

### Poemes
- Rota ("Jurament", 1908).
- Stefek Burczymucha.
- Wolny najmita ("El Dia Lliure").